# 1962

## أحداث
- بداية الحرب الباردة في 1962 والتي انتهت في 1979.
- نهاية المقاومة الشعبية الجزائرية ضد فرنسا في 5 يوليو 1962 والتي بدأت في 5 يوليو 1830.
- صدر لمحمد حسنين هيكل كتاب: ما الذي جرى في سوريا.
- منع العبودية في المملكة العربية السعودية.

### يناير
- 1 يناير - رئيس الوزراء السوري معروف الدواليبي يعلن عن توسط سورية لحل النزاع العراقي ـ الكويتي.
- 18 يناير - طنجة تصبح مرفأ حرًا بعد أن أعيد دمجها في أغسطس 1957 ماليًا واقتصاديًا بالمغرب.

### فبراير
- 17 فبراير - التوقيع بالأحرف الأولى على اتفاق السلام بين الحكومتين الفرنسية والجزائرية في مدينة إيفيان.
- 23 فبراير - إحباط محاولة انقلاب قام بها الجيش التركي البرّي بعد تدخل بمساعدة سلاحي البحرية والجو.

### مارس
- 9 مارس - جمال عبدالناصر يمنح حكمًا ذاتيًا داخليًا لمنطقة غزة.
- 18 مارس - اتفاق إيفيان ينهي الحرب والوجود الفرنسي في الجزائر
- 21 مارس - اشتباكات بين القوات السورية والإسرائيلية قرب بحيرة طبريا
- 26 مارس - قمة سورية ـ عراقية في بغداد بين عبد الكريم قاسم وناظم القدسي
- 28 مارس - عبد الكريم النحلاوي يقود انقلابًا في سورية، يعتقل فيه القدسي وشكري القوتلي في محاولة لوقف التقارب الجاري مع العراق على حساب مصر

### أبريل
- 2 أبريل- إغلاق محطة سكة حديد وارك وورث في إنجلترا.
- 8 أبريل - استفتاء عام للفرنسيين، يؤدي للتصديق على اتفاقية إيفان الخاصة بوقف إطلاق النار في الجزائر.
- 9 أبريل - مجلس الأمن يصدر القرار الرقم 171 لإدانة إسرائيل لهجومها على منطقة طبريا في 16 ـ 17 مارس 1962
- 20 أبريل - مصطفى البارزاني يصدر بيانًا يعلن فيه شروط لوقف حركة التمرد في كردستان، ويطالب بحكم ذاتي لهذه المنطقة وتعيين حكومة ديموقراطية مكان حكومة عبد الكريم قاسم.
- 26 أبريل - أطلق أول قمر استطلاع سوفيتي

### مايو
- 28 مايو - انعقاد أول مجلس وطني فلسطيني بالقدس واتخاذ قرار بإنشاء منظمة التحرير الفلسطينية

### يونيو
- 1 يونيو - استقلال جمهورية بورندي عن بلجيكا
- 6 يونيو - اتفاق للوحدة الاقتصادية العربية يدعو إلى وحدة اقتصادية كاملة بين الدول العربية في غضون عشر سنوات.

### يوليو
- 1 يوليو - استقلال جمهورية رواندا عن الإشراف البلجيكي الذي أقرته عصبة الأمم.
- 5 يوليو - إعلان استقلال الجزائر بعد 132 عاما من الاستعمار الفرنسي لها.

### أغسطس
- 5 أغسطس - اعتقال نلسون مانديلا رئيس المؤتمر الوطني الأفريقي لتحرير جنوب أفريقيا.
- 6 اغسطس - استقلال جامايكا من المملكة المتحدة.
- 7 اغسطس - محاولة اغتيال حسين بن طلال ملك الأردن في الرباط، واتهام مصر للإعداد لها.
- 15 أغسطس - بريطانيا توافق على انضمام عدن إلى اتحاد إمارات الجنوب العربي
- 16 أغسطس - انضمام الجمهورية الجزائرية الديموقراطية الشعبية إلى ميثاق جامعة الدول العربية.
- 22 أغسطس - انعقاد مؤتمر مجلس جامعة الدول العربية في شتوره في لبنان
- 29 أغسطس - تشكيل مجلس الدفاع المشترك بين الأردن والمملكة العربية السعودية.
- 31 أغسطس - استقلال جمهورية ترينيداد وتوباغو عن بريطانيا.

### سبتمبر
- 3 سبتمبر - زيارة جيفارا إلى موسكو
- 4 سبتمبر - خروتشوف يتعهد للرئيس جون كيندي بعدم إثارة المتاعب لأمريكا أثناء انتخابات الرئاسة في نوفمبر.
- 11 سبتمبر - الاتحاد السوفيتي يعلن أنه ليس في حاجة إلى نقل أسلحته لدولة ثالثة مثل كوبا حتى يتمكن من الرد على أي عدوان أو توجيه ضربة نووية انتقامية.
- 18 سبتمبر - بوروندي وترينيداد وتوباغو تنضمان إلى الأمم المتحدة
- 26 سبتمبر - قائد الجيش اليمني المشير عبد الله السلال يقود انقلابًا عسكريًا على الإمامة في اليمن، ويعلن في اليوم التالي قيام الجمهورية اليمنية.
- 28 سبتمبر - مصر تعترف بالنظام الجمهوري في اليمن وتعرب عن استعدادها للمساعدة.
- 29 سبتمبر - عبد الرحمن البيضاني وأقطاب المعارضة اليمنية في مصر يتجهون إلى صنعاء يرافقهم اللواء علي عبد الخبير ومجموعة اتصال مصرية، ووصول قوات الجمهورية العربية المتحدة العسكرية جوا إلى كل من صنعاء وتعز.

### أكتوبر
- 5 أكتوبر - جمال عبد الناصر يعلن دعم عبد الله السلال قائد الانقلاب في اليمن، ويستعد لتزويد الثورة اليمنية بالأسلحة، بما فيها الطائرات.
- 8 أكتوبر - الجزائر تنضم إلى الأمم المتحدة.
- 9 أكتوبر - استقلال جمهورية أوغندا عن بريطانيا
- 13 أكتوبر - أنور السادات يوقع في اليمن اتفاقية تعاون عسكري بين مصر واليمن لمدة خمس سنوات تتجدد تلقائيًا.
- 15 أكتوبر - أزمة الصواريخ السوفيتية في كوبا.
- 25 أكتوبر - أوغندا تنضم إلى الأمم المتحدة
- 27 أكتوبر - خروتشوف يعرض سحب الصواريخ من كوبا في مقابل تعهد أمريكي بعدم غزو كوبا وكندي يقبل العرض.

### نوفمبر
- 4 نوفمبر - سلاح الجو للجمهورية العربية المتحدة يهاجم على نجران في المملكة العربية السعودية
- 6 نوفمبر - الأردن والمملكة العربية السعودية يعلنان تأييدهما للملكيين في اليمن، ويقطعان علاقاتهما بمصر
- 10 نوفمبر - هجوم بحري وجوي لقوات الجمهورية العربية المتحدة على جيزان في المملكة العربية السعودية
- 11 نوفمبر - إصدار دستور الكويت.
- 17 نوفمبر - إسرائيل تدشن مسرع ذري في القدس
- 30 نوفمبر - انتخاب يو ثانت لمنصب الأمين العام في الأمم المتحدة

### ديسمبر
- 7 ديسمبر - أول دستور للمملكة المغربية
- 11 ديسمبر - افتتاح خط الهاتف الأحمر بين البيت الأبيض والكرملين

## مواليد
- أتسكو تاناكا
- أحمد جزولي، صحفي مغربي ورئيس مركز الديمقراطية بالمغرب، ومؤسس جريدة الرهان الأسبوعية المستقلة
- أحمد خالد توفيق
- أحمد رجب شلتوت
- أحمد منصور
- أسامة عرابي
- أكيتوشي كوازو
- ألان جونستون
- حسين أحمد النجمي
- ألكساندر ليتفينينكو
- ألي مككويست
- أمينة العنابي
- أندريه بروير
- أولي بوروفكا
- إبراهيم سيناء
- إبراهيم كشت
- إدي آيزارد
- إسماعيل فروخي
- إسماعيل هنية
- إلياس المر
- إنجو شرام
- إياد العزي
- إين جيمز كورليت,ممثل صوتي
- استقلال أحمد
- الشابة فضيلة
- الشيخ محمد مشفر
- اندرياس كوبكه
- باسكوالي مارينو
- باسيليوس منصور
- باولا عبدول
- برونو بيلوني
- بهيجة رحال
- بوريسلاف سفيتكوفيتش
- بيترا مونتر
- بيري فان أريل
- تشاك بولانيك
- تليلة المهندي
- توم كروز
- توني كاسكارينو
- جاكي سميث
- جالا فهمي
- جان لوك ساسوس
- جان مارك فيريري
- جمال العمر
- جنين تيرنر
- جهاد عبده
- جو بايدن
- جودي فوستر
- جورج خوري
- جورجي إيفانوف
- جون بون جوفي
- جون ستيوارت (كوميدي أمريكي)
- جون هانا
- جيم كاري
- جيمس مورسن
- جينيفر جيسون لي
- جيورجيس جرون
- حسين غندور
- حاتم علي
- حسن مشفي
- حسين أحمد أبو عجوة
- حسين الحريتي
- حياة المسيمي
- خالد الخميسي
- خالد الشليمي
- خوليو ساليناس
- داني هيوستن
- ديفيد فينشر
- ديفيد كويشنير
- دينا حايك
- دیمي مور
- رؤوف خليف
- راغب علامة
- رالف بينشو
- راي هويتون
- رجاء محمد
- روب مورو
- روبرت سبنسر
- روبرتو فيرنانديز
- رود خوليت
- روني برانسويجك
- ريز خان
- ريف فاينز
- زينب بحراني
- ساندرا (مغنية)
- ستيف إروين
- ستيف كارل
- سكوت شتاينر
- سمير القنطار
- سيرج براميرتز
- سيروس غايغران
- شتيفان كونتس
- شكري بوزيان
- شون بارنيل
- طارق رمضان
- طالبية بالهواري
- طلال الرشيد
- عائشة حجي علمي
- عادل الصرعاوي
- عارف النايض
- عاشور فني
- عبد الرحمن بن عبد الله السديس
- عبد الرحيم غرين
- عبد العزيز حسن
- عبد الله الثاني بن الحسين
- عبده جميل المخلافي
- عبده خال
- عبيدي بيليه
- عتيق رحيمي
- عصام الدبوس
- عماد فايز مغنية
- عيسى لحيلح
- غايتان هوارد
- غيلبيرت بودارت
- فؤاد عالي الهمة
- فاطمة تبعمرانت
- فايزة كمال
- فرانسيسكو لوبيز
- فرانك ريكارد
- فرشاد بيوس
- فريد جلبط
- فوكي بوي
- فيصل المسلم
- فيك مينيانا
- فيليب فيركرويس
- فيليب نديورو
- فيليبي كالديرون
- فيليستي هوفمان
- كارلوس بيرنارد
- كمال الخطيب
- كوجي تسجيتاني
- كيم فيلفورت
- لمى أبو عودة، أستاذة وكاتبة أمريكية من أصل فلسطيني.
- ليلى علوي
- مازن الجراح الصباح
- ماثيو برودريك
- ماجدة زكي
- مارشا كروس
- ماركوس ميرك
- ماسيمو دي سانتيس
- مانويل أموروز
- محمد إبراهيم (لاعب)
- محمد حسان
- محمد مصطفى راتب
- مصطفى العبسي
- منصف السليمي
- ميرساد بالييتش
- ميركيا ريدنيك
- ميزان زين العابدين سلطان ترغكانو
- ميشيل يوه
- مازن ترزي
- نبيل معلول
- نجلاء علي محمود ، زوجة الرئيس المصري السابق محمد مرسي.
- نوال المتوكل
- نوربرت هوملت
- نيكو كلايسين
- هاياتو داتيه
- هيرونوبو ساكاجوتشي
- هيساو إغاوا
- وائل نور
- ويسلي سنايبس
- ويلبرت سوفريين
- ويم كيفت

### مارس
- 23 مارس - باسل الأسد، رياضي سوري، وابن الرئيس السوري الراحل حافظ الأسد.

### مايو
- 5 مايو - كاورو وادا، ملحن ياباني.
- 8 مايو - ماساكي تيراسوما، ممثل ياباني.
- 31 مايو - نوريكو هيداكا، مؤدية أصوات يابانية.

### يونيو
- 11 يونيو - توشيهيكو سكي، مؤدي أصوات ياباني.

### يوليو
- 31 يوليو - ويسلي سنايبس، ممثل أمريكي.

### سبتمبر
- 15 سبتمبر - سكوت مكنيل, مؤدي أصوات ولد في أستراليا.

### نوفمبر
- 24 نوفمبر - هانز جيورج ماسن، مدير المكتب الاتحادي لحماية الدستور.

### ديسمبر
- 5 ديسمبر - تسنيو إيماهوري, ملحن ياباني.
- 12 ديسمبر - ريوزو إيشينو، مؤدي أصوات ياباني.

## وفيات
- 10 مارس - جوان مارش، مصرفي ورجل أعمال ومهرب إسباني.
- 18 سبتمبر - الإمام أحمد يحيى حميد الدين على فراشه إثر سكتة قلبية في اليمن.
- آرثر كومبتون
- أحمد بن يحيى
- أدولف أيخمان
- أدولف ميشندورفر
- إسماعيل مظهر
- إليانور روزفلت
- جاك إبرت
- جاك ماجوريل
- جورج باطاي
- جورج تريفيليان
- جورج مارصي
- جون هنري ستيل
- خالد النقشبندي
- ريشارد زيكساو
- رينيه كوتي
- صالح أفندي
- صالح عبد الحي
- صلاح سالم
- عبد العزيز بن رايس
- عبد الغنى السيد
- عبد الفتاح الشعشاعي
- غاستون باشلار
- فؤاد شفيق
- فاخر فاخر
- فارس الخوري
- فيكتور عمانوئيل أندرسون
- لويس ماسينيون
- مارلين مونرو
- مارون عبود
- محمد الأمين باي
- محمود البحرة
- موئيز كوهين
- مولود فرعون
- ميلت فرانكلين
- نيلز بور
- هانز لوتر
- هانس يورغن فون أرنيم
- هرمان هيسه
- هنري دروري هاتفيلد
- ويليام فوكنر
- يسرائيل زانغويل

## نال جائزة نوبل
- في الفيزياء – السوفييتي ليف لانداو.
- في الكيمياء – مناصفة بين البريطانيين جون كندرو وماكس بيروتس.
- في الطب – بين الأمريكيين جيمس واطسون وفرنسيس كريك والبريطاني موريس ويلكنز.
- في الأدب – الأمريكي جون شتاينبيك.
- في السلام – الأمريكي لينوس باولنغ.